# Liste von Flaggen mit dem Kreuz des Südens
Diese Liste versammelt Flaggen, die eine Darstellung des Sternbilds Kreuz des Südens enthalten.

## Staatsflaggen

Australien
Brasilien
Neuseeland
Papua-Neuguinea
Samoa

## Flaggen von Staatsteilen

### Argentinien

Santa Cruz
Tierra del Fuego

### Australien

Australian Capital Territory
Northern Territory
Victoria

### Brasilien

Goiás
Paraná

### Chile

Concón

Región de Coquimbo
Región de los Lagos
Región de Magallanes y de la Antártica Chilena

### Palau

Sonsorol

### Papua-Neuguinea

Chimbu Provinz
East New Britain
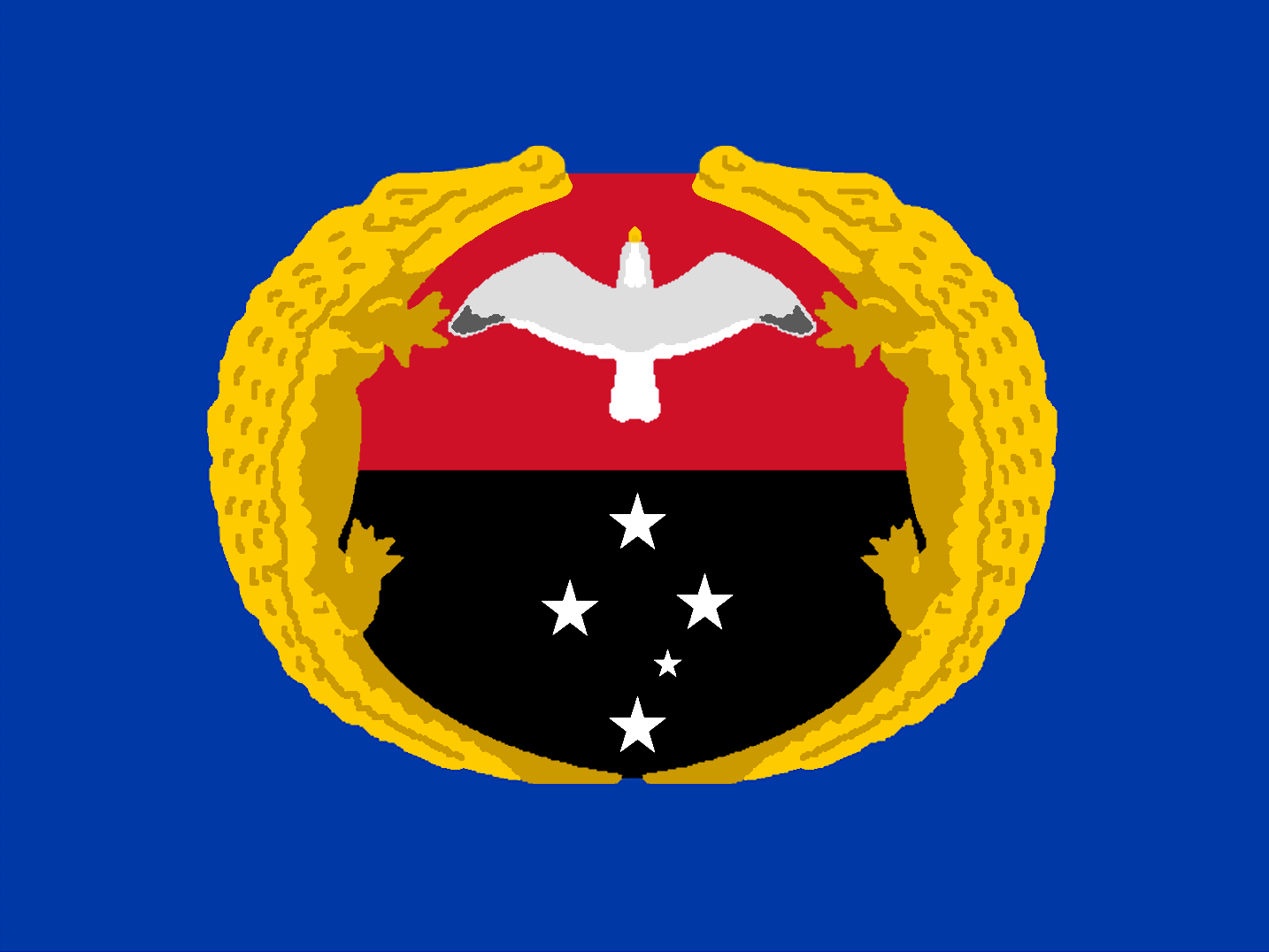
Gulf Province
New Ireland Province
Western Province
West New Britain

### Uruguay

Colonia

## Flaggen von abhängigen Gebieten

Kokosinseln (Australien)
Weihnachtsinsel (Australien)
Niue (Neuseeland)
Tokelau (Neuseeland)

## Flaggen von Städten und Gemeinden

### Argentinien

Adolfo Gonzáles Cháves
Coronel Dorrego
El Chaltén

### Brasilien

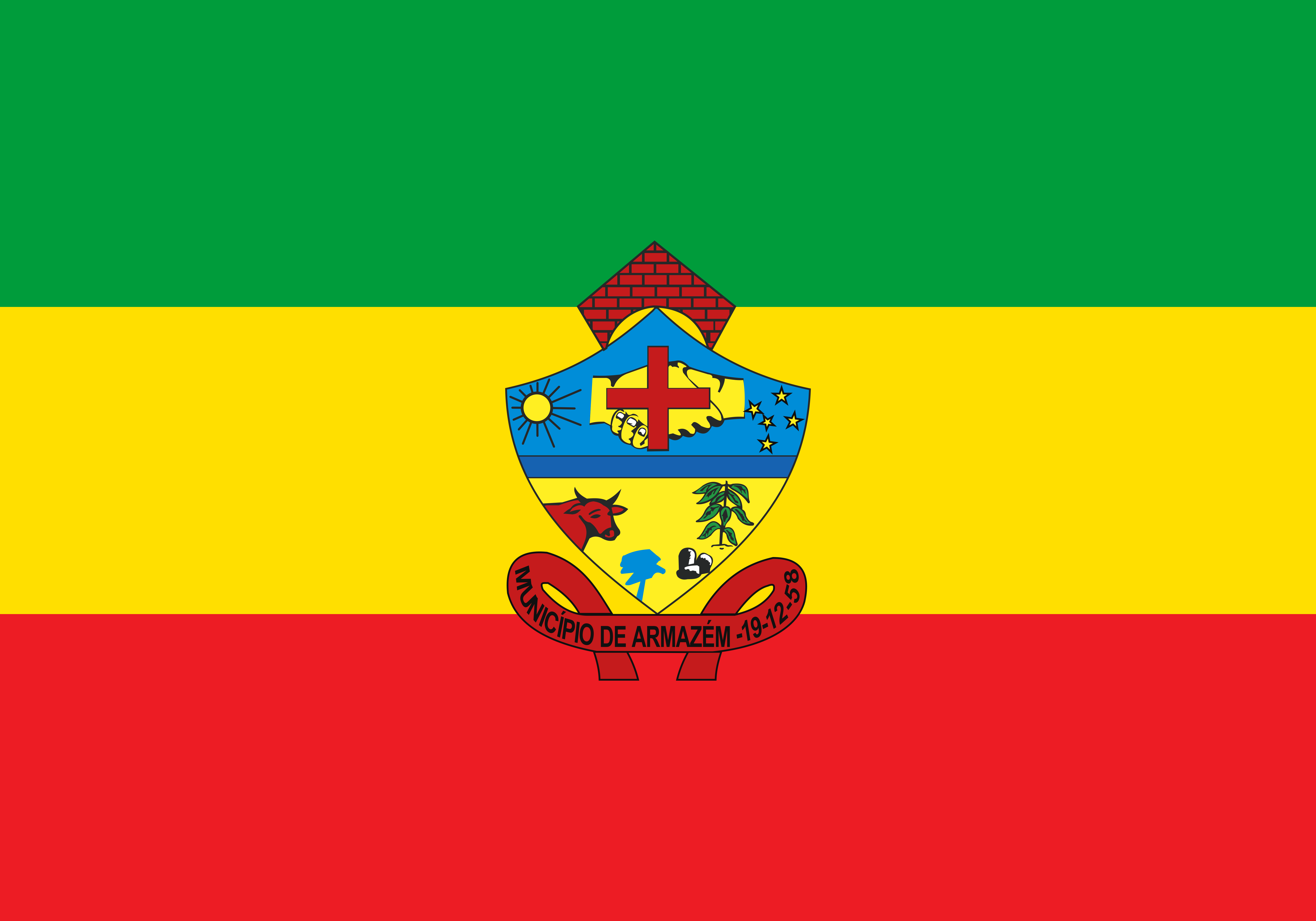
Armazém
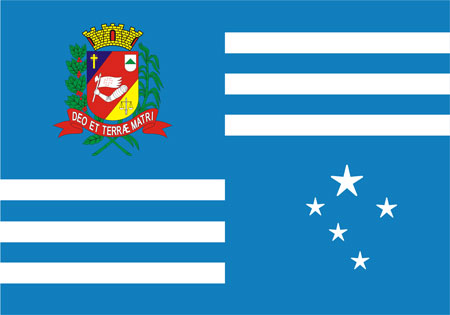
Assis
Bom Sucesso do Sul
Cachoeiro de Itapemirim
Campinas do Sul
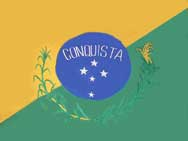
Conquista
Cruzeiro do Sul (Acre)
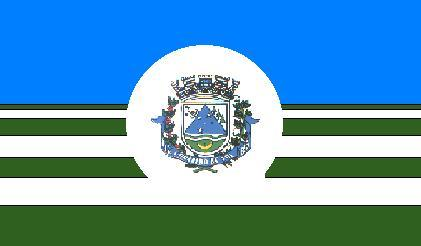
Cruzeiro do Sul (Paraná)
Extrema (Minas Gerais)
Goioerê
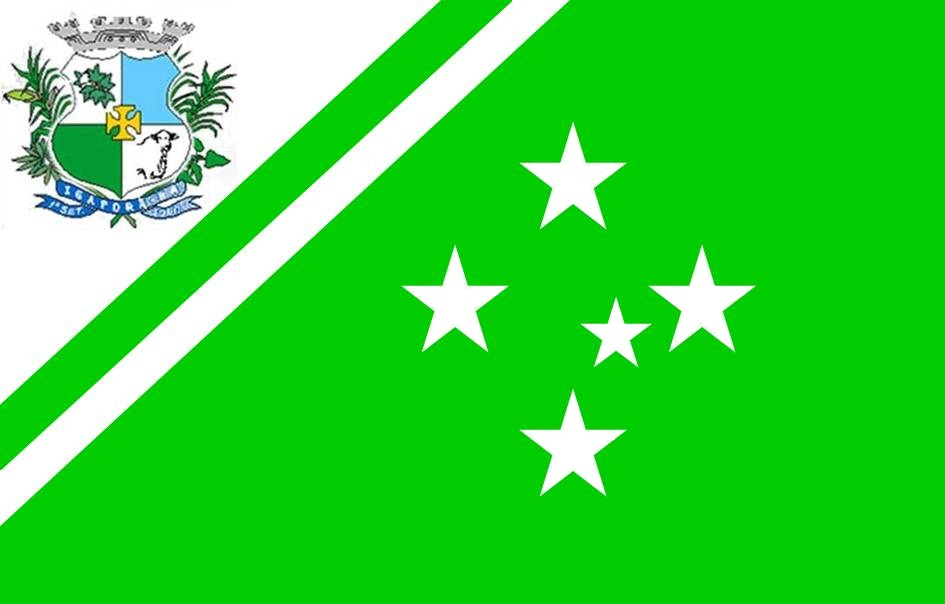
Igaporã
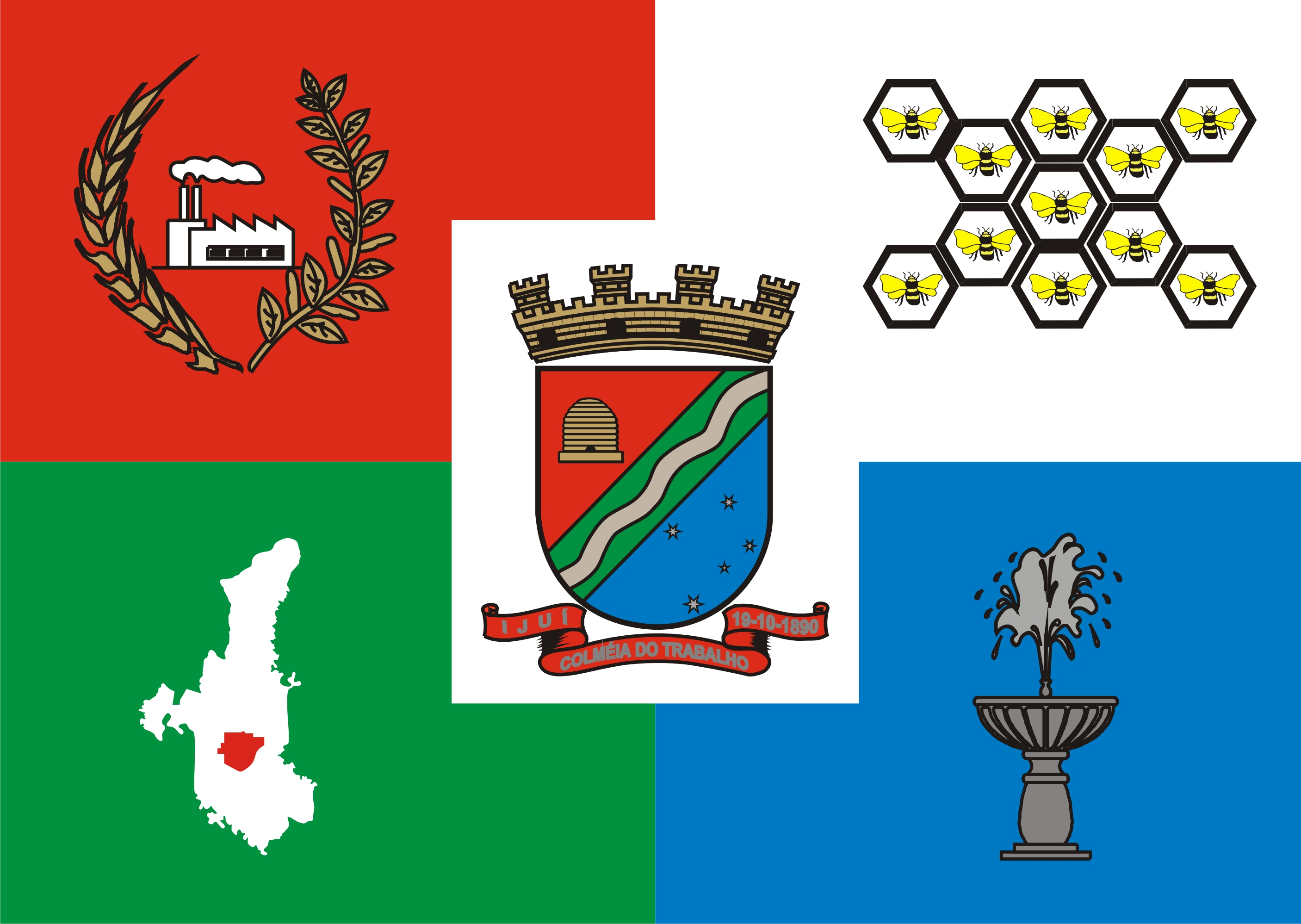
Ijuí
Ilha Comprida
Itauçu
Jacobina
Jaguaripe
Joinville
Londrina
Mairiporã
Maringá
Monte Santo
Palmeira (Paraná)
Peruibe
Pindamonhangaba
Quaraí
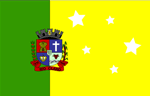
Rio Claro
Tefé

### Chile
- Concón

## Flaggen von staatlichen Organisationen

### Australien

Flagge von Königin Elisabeth II. (1962–2022)
Handelsflagge
Marine
Zivile Luftfahrt
Luftwaffe
Grenzwacht
Gouverneur von Victoria

### Brasilien

Präsidentenstandarte
Vizepräsidentenstandarte
Verteidigungsminister

### Neuseeland

Flagge der Königin
Handelsflagge
Marine
Zivile Luftfahrt

## Flaggen von sonstigen Organisationen

Nationale koloniale Flagge Australiens
beliebte, nicht anerkannte Protestflagge in Australien
Flagge der Australasian Anti-Transportation League
Flagge der Australian Federation
Flagge des Gemischten Teams von Australasia
Petersflagge der Deutsch-Ostafrikanischen Gesellschaft
Flagge der Eureka Stockade
Mercosur (Wirtschaftsorganisation)

## Sonstige Darstellungen des Kreuzes des Südens
- Das australische 2-Dollar-Kursmünze zeigt einen Aborigine und das Kreuz des Südens
- Die Europäische Südsternwarte (ESO) trägt das Kreuz des Südens als Zeichen für ihre astronomische Tätigkeit in der südlichen Hemisphäre als Logo.
- Der Fußballverein Cruzeiro Belo Horizonte aus dem brasilianischen Bundesstaat Minas Gerais bezieht sein Logo ebenfalls auf das Kreuz des Südens. Ideengeber hierbei war die Flagge Brasiliens.
- Der Wappenschild der Universidad de Valparaíso (Chile) zeigt das Kreuz des Südens.

2 Australische Dollar
Logo der ESO
Vereinswappen von Cruzeiro
Logo der Universidad de Valparaíso